# Massimo Griffo
Massimo Griffo (Palermo, 8 aprile 1932 – Firenze, 14 ottobre 2016) è stato uno scrittore, saggista e giornalista italiano.

## Biografia
Nato a Palermo, ha una moglie e una figlia. Laureato in giurisprudenza, ha lavorato come dirigente d'azienda e giornalista. Poiché è stato anche antiquario, ha collaborato alla redazione di alcuni volumi riguardanti mobilia antica. Ha vinto il Premio Viareggio opera prima per Futuro anteriore, il Premio Vallombrosa per Fiaba perversa e il Premio Dessì per L'Orango pitagorico.

## Opere

### Curatele
- Il mobile dell'Ottocento, Novara, De Agostini, 1984
- Il mobile del Seicento, Novara, De Agostini, 1985
- Il mobile del Rinascimento, Novara, De Agostini, 1985

### Narrativa
- Futuro anteriore, Milano, Rusconi, 1981
- Fiaba perversa, Milano, Rusconi, 1987
- L'orango pitagorico, Milano, Rusconi, 1987
- Mira il tuo popolo..., San Cesario, Manni, 2007
- Amaritudine, Firenze, Polistampa, 2008

### Saggi
- Firenze antica: dalle origini a Lorenzo il Magnifico, Milano, Camunia, 1986
- Storia di Firenze, Milano, Camunia, 1986
- Il balilla col cappotto, Arezzo, Helicon, 2003